# ピーター・ドハーティー
ピーター・チャールズ・ドハーティー（Peter Charles Doherty, 1940年10月15日 - ）は、オーストラリアの医学研究者。1996年にノーベル生理学・医学賞を受賞し、1997年にオーストラリアン・オブ・ザ・イヤーに選ばれた。

## 業績
ドハーティーの研究は免疫システムに焦点を当てている。彼はノーベル賞共同受賞者のロルフ・ツィンカーナーゲルとともに、T細胞が主要組織適合性複合座( MHC )プロテインとターゲットの抗原を認識する方法を発見した。
ドハーティーはクイーンズランドのブリスベンで生まれ、インドロピリー州立高校に通った。獣医学で学位を1962年に、修士号を1966年にオーストラリアのクイーンズランド大学から取得した。1970年にスコットランド、エディンバラ大学からPhD - 博士号を取得、現在ドハーティーは1年のうち3ヶ月をテネシー州メンフィスのテネシー大学医学部関連のセントジュード子ども研究病院でリサーチを行い、他の9ヶ月をヴィクトリアのメルボルン大学で過ごす。 1987年王立協会フェロー選出。

## 受賞歴
- 1983年 パウル・エールリヒ&ルートヴィヒ・ダルムシュテッター賞
- 1986年 ガードナー国際賞
- 1995年 アルバート・ラスカー基礎医学研究賞
- 1996年 ノーベル生理学・医学賞